# Курашова Варвара Степанівна
Варв́ара Степа́нівна Курашо́ва (нар. 31 травня 1907, Максимівка — пом. 27 грудня 1967, Київ) — український радянський літературознавець, кандидат філологічних наук з 1947 року.

## Життєпис
Народилася 18 [31] травня 1907 року в селищі Максимівці (нині Богодухівський район Харківської області, Україна). 1931 року закінчила Харківський інститут професійної освіти.
Упродовж 1944—1962 років працювала в Інституті літератури імені Тараса Шевченка Академії наук УРСР. Померла в Києві 27 грудня 1967 року.

## Наукова діяльність
Досліджувала історію української дореволюційної літератури. Окремими книжками вийшли:
- «Степан Васильченко. Статті та матеріали» (1950);
- «Леся Українка. Життя і творчість» (1955; у співавторстві з Олегом Бабишкіним).

Авторка розділів про творчість Архипа Тесленка, Степана Васильченка, Антона Шабленка в «Історії української літератури» в 2 томах (1954—1956). 
Брала участь у підготовці видань творів Лесі Українки, Івана Франка, Степана Васильченка.